# Love Again
Love Again (stilizat ca LOVE again) este cel de-al paisprezecelea album de studio al cântăreței japoneze Ayumi Hamasaki lansat pe 08 februarie 2013 de către casa de discuri Avex Trax în Japonia. Din punct de vedere stilistic, albumul este o întoarcere la esteticul albumului Love Songs lansat în anul 2010. A fost lansat în șase versiuni : CD, CD+DVD, CD+Blu-ray, Playbutton, CD+DVD+Bunuri, și CD+Blu-ray+Bunuri.

## A cinsprezecea aniversare în industria muzicală
Love Again este cea de-a patra lansare din cele cinci lansări consecutive (în fiecare lună pe data de 08) menite să celebreze cea de-a cinsprezecea aniversare a lui Hamasaki în industria muzicală. Pentru a promova albumul, Hamasaki nu a mai lansat singleuri ci doua mini albume Love și Again (primele două lansări speciale din campania celei de-a cinsprezecea aniversări). Toate melodiile noi de pe mini albumele Love și Again sunt incluse pe album precum și melodia "You & Me", ce fusese inclusă anterior pe compilația A Summer Best lansată în august 2012. Albumul s-a vândut în 88,825 de exemplare timp de 14 săptămâni.

## Concept
Într-un interviu oferit de Hamasaki revistei S Cawaii (ediția Martie 2013) cântăreața vorbește despre fiecare melodie în parte. Aceasta dezvăluie faptul că multe melodii de pe album sunt în realitate melodii vechi, create de ceva ani dar după spusele ei, acest album a fost cel care le-a reunit pe toate, exact ca un puzzle ce în sfarșit a fost completat. Principala semnificație a albumului este sentimentul de recunoștiință a lui Hamasaki față de fanii săi care au sprijinit-o în toți acești ani, fiind în totalitate dedicat acestora. De aceea, artista nu s-a arătat deloc îngrijorată de clasamente și succesul comercial. Se poate spune de asemenea despre LOVE again că celebrează cariera îndelungată a artistei:
1.Wake me up
“Iubesc fiecare melodie de pe album, dar în special acest cântec. În realitate, am avut la indemână de multa vreme acest cântec cu intenția de a-l folosi la un moment dat iar în perioada cand lucram la mini albumul "Again" am simțit că este momentul să-l scot la lumină. Versurile nu au venit din experiență proprie, ci pur și simplu, acesta este un cântec neobișnuit de ușor de înțeles, un cântec standard al artistei “Hamasaki Ayumi”."
2. Song 4 U
“Când acest cântec a fost lansat în mini albumul Love, mulți oameni și-au exprimat afecțiunea fața de el iar mulți au considerat că are atmosfera specifică cantecelor mele vechi. Totuși, toate melodiile mele sunt scrise prin stări prezente, prin intermediul persoanei de azi."
3.Missing
“A fost dragoste la prima vedere pentru mine cu această melodie, simțindu-i frumusețea. Tocmai din această cauză, am fost puțin preocupată din perspectiva versurilor, dorindu-mi să mi se potrivească atat mie personal cât și temei gândite. Melodia a fost foarte aclamată de prietenii mei. În trecut, eram capabili sa ne exprimam puternic dorința de a vedea pe cineva, dar acum, mândria și fațada intervin din păcate într-o mare măsură..cam aceasta este tema melodiei."
4.Sakura
"Această melodie a fost creată după o noapte de conversație la restaurantul prietenei mele cu același nume (ca și al melodiei) . Prin urmare, sensul Sakurăi nu se referă la floare ci mai degrabă la un nume, Sakura-chan."
5.Melody
"În cazul acestei melodii, ceea ce m-a marcat într-un mod pozitiv este modul continuu în care am filmat videoclipul melodiei. Nu este ceva ce nu am mai făcut și în trecut, dar de data aceasta am imobilizat foarte mulți oameni și am schimbat decoruri. S-a creat o anumită conexiune pe platou."
7.Bye Bye Darling
"Fiecare poate interpreta melodia în orice fel dorește, dar îmi pare rău să vă spun că melodia aceasta nu tratează subiectul dragostei. Înregistrarea melodiei a fost foarte rapidă. Refrenul a fost înregistrat foarte repede de asemenea, atat de repede încat și eu și cei din staff am fost foarte surprinși. În legatură cu acest cântec, trebuie să menționez familiaritatea pe care am simțit-o, ca și când l-aș fi cântat dintodeauna. Mă încearcă același sentiment și cu melodia "Moon"."
8.Snowy Kiss
Wow, înregistrarea acestei melodii a fost extrem de dificilă. Melodiile domnului Komuro Tetsuya sunt foarte grele. Le iubesc dar trece o lungă perioadă de timp până reusesc să le transform în propriile mele cântece. Sunt foarte multe note muzicale implicate așa că uneori este greu să potrivesc cuvintele. Sunt momente în care încerc să schimb nota muzicala pentru a fi mai usor de cântat dar din păcate, în felul acesta nu fac altceva decat să șterg frumusețea inițială a melodiei. Doar atunci cand pun tot efortul într-o melodie, acesta va străluci cu adevărat. De aceea, genul acesta de cântece este provocator pentru că iți pune abilitățile la încercare."
9.Sweet Scar
"Următorul cântec este o veche melodie compusă de DAI. Înregistrarea a fost exact opusul melodiei anterioare, fiind un proces foarte rapid. Când înregistram melodia, îmi amintesc că domnul Hoshino mi-a spus “Ce păcat!, o melodie atât de bună..să nu fie lansată~”. Am constatat că fanii mei iubesc foarte mult această melodie. Versurile sunt scrise sub forma unei scrisori."
10.petal
"Este un cântec misterios, la fel ca și "Marionette". Cântecul și versurile sunt diferite de stilul meu obișnuit, atât de diferite încat stafful a fost uimit. Cu toate acestea, versurile nu sunt ciudate din motivul de a ieși în evidență."
12.untitled for her… story 2
"Când am ascultat melodia pentru prima oară, am simțit că este foarte delicată. Un incident interesant s-a petrecut în timpul înregistrărilor și anume faptul că toti cei prezenți în studio erau în lacrimi la auzul cântecului. De aceea, am terminat de înregistrat melodia fara să mai primesc vreo instrucțiune sau vreo direcție din partea cuiva. Acest cântec este un mesaj privat pentru cineva, și, ca omul ce am devenit astazi, am simțit că trebuia să-l scriu."
13.Gloria
"Acest cântec există de peste șase ani și a reușit în sfarșit să fie inclus în album. Cand l-am reauzit dupa atâta timp, am simțit foarte multă nostalgie. Cantecul mi s-a părut potrivit pentru momentul actual, deci indiferent de câți ani s-au scurs de la crearea lui, un cântec bun nu-și va pierde esența. Ba mai mult, în timp ce scriam versurile, am simțit cum ultima piesa a puzzleului s-a strecurat în sfarsit la locul ei."
14.Ivy
"Acest cântec a primit cel mai bun feedback dintre toate melodiile de pe mini albumul "Again". Este una dintre "scrisorile" albumului și este și cea care închide șirul melodiilor de acest gen de pe album."
15.You & Me
"Acest cântec iți oferă o puternică senzație de vară. Vara, în momentul ei de maximă intensitate. Acesta a fost de fapt cântecul de la care a pornit toata povestea albumului, înca de cand am lansat compilația "A Summer Best". Celebrează sentimentul de a fi îndragostit dar iți oferă de asemenea și un iz de amaraciune către final."
"Sunt foarte bucuroasă ca am reușit să mă "distilez" prin procesul de creare al acestui album. Îmi aduce aminte de My Story. Cele două albume sunt asemănătoare din acest punct de vedere."

## Lista cu melodii
Toate versurile sunt scrise de Ayumi Hamasaki. 
| CD tracklist |                                |                                                       |             |         |  |
| Nr.          | Titlu                          | Muzică                                                | Aranjamente | Lungime |  |
| 1.           | „Wake Me Up”                   | Philippe-Marc Anquetil, Hiten Bharadia, Bardur Haberg | Tasuku      | 4:02    |  |
| 2.           | „Song 4 U”                     | Hinata Spring, Yuta Nakano                            | Yuta Nakano | 3:50    |  |
| 3.           | „Missing”                      | Kazuhiro Hara                                         | Yuta Nakano | 4:57    |  |
| 4.           | „Sakura”                       | Kunio Tago                                            | Yuta Nakano | 4:33    |  |
| 5.           | „Melody”                       | Yasuhiko Hoshino                                      | Yuta Nakano | 5:25    |  |
| 6.           | „Task'n'Bass” (instrumental)   | Tasuku                                                | Tasuku      | 1:57    |  |
| 7.           | „Bye-Bye Darling”              | Yasuhiko Hoshino                                      | Tasuku      | 4:02    |  |
| 8.           | „Snowy Kiss”                   | Tetsuya Komuro                                        | Tasuku      | 6:07    |  |
| 9.           | „Sweet Scar”                   | D.A.I.                                                | Yuta Nakano | 4:12    |  |
| 10.          | „Petal”                        | Kunio Tago                                            | Yuta Nakano | 4:10    |  |
| 11.          | „Glasses” (instrumental)       | Yuta Nakano                                           | Yuta Nakano | 1:45    |  |
| 12.          | „Untitled For Her ... Story 2” | Yuta Nakano                                           | Yuta Nakano | 5:22    |  |
| 13.          | „Gloria”                       | Yasuhiko Hoshino                                      | Yuta Nakano | 4:38    |  |
| 14.          | „Ivy”                          | Tetsuya Komuro                                        | Yuta Nakano | 4:39    |  |
| 15.          | „You & Me”                     | Tetsuya Komuro                                        | Tasuku      | 5:37    |  |

| DVD/Blu-ray tracklist |                                                                     |         |         |  |
| Nr.                   | Titlu                                                               | Regizor | Lungime |  |
| 1.                    | „Song 4 U” (Videoclip)                                              |         |         |  |
| 2.                    | „Missing” (Videoclip)                                               |         |         |  |
| 3.                    | „Wake Me Up” (Videoclip)                                            |         |         |  |
| 4.                    | „You & Me” (Videoclip)                                              |         |         |  |
| 5.                    | „Snowy Kiss” (Videoclip)                                            |         |         |  |
| 6.                    | „Sweet Scar” (Videoclip)                                            |         |         |  |
| 7.                    | „Melody” (Videoclip)                                                |         |         |  |
| 8.                    | „Song 4 U” (Secvențe de la filmările videoclipului)                 |         |         |  |
| 9.                    | „Missing” (Secvențe de la filmările videoclipului)                  |         |         |  |
| 10.                   | „You & Me” (Secvențe de la filmările videoclipului)                 |         |         |  |
| 11.                   | „Wake Me Up/Snowy Kiss” (Secvențe de la filmările videoclipului #1) |         |         |  |
| 12.                   | „Wake Me Up/Snowy Kiss” (Secvențe de la filmările videoclipului #2) |         |         |  |
| 13.                   | „Sweet Scar” (Secvențe de la filmările videoclipului)               |         |         |  |
| 14.                   | „Melody” (Secvențe de la filmările videoclipului)                   |         |         |  |

## Clasamente
| Clasament                     | Poziție | Vânzări | Vânzările totale      |
| ----------------------------- | ------- | ------- | --------------------- |
| Clasamentul Oricon Zilnic     | 1       | 28,016  | 88,825 (14 săptămâni) |
| Clasamentul Oricon Săptămânal | 1       | 56,348  | 88,825 (14 săptămâni) |

### Clasamentul de sfârșit de an
| Clasament (2013)                                  | Poziție |
| ------------------------------------------------- | ------- |
| Clasamentul Oricon de sfârșit de an (doar albume) | 70      |